# 小日向神社
小日向神社（こひなたじんじゃ、こびなたじんじゃ）は、東京都文京区小日向にある神社である。

## 祭神
誉田別命(誉田天皇)(ほんだわけのみこと(ほんだのすめらみこと))、建速須佐之男命（たけはやすさのおのみこと）の2神を祀る。

## 由緒
氷川神社は天慶3年(940年)春、常陸国国司であった平貞盛が当地を平定し、その奉賛として文京区水道2丁目付近にあった曹洞宗日輪寺(現在は文京区小日向1丁目に移転)の蓮華山に創建された後、太田道灌により再興され小日向の鎮守として栄えた。八幡神社は貞観3年(860年)創建され、往時の名を「田中八幡」といい、現在の文京区音羽1丁目に鎮座していて、古くからこの地域の氏神さまとして里人に親しまれていた。明治2年(1869年)9月に両社が合祀され、明治4年(1871年)小日向神社と改称された。明治5年(1872年)11月に村社に列せられた。当社には有栖川宮・小松宮の掛軸や額等が収蔵されていたが、昭和20年(1945年)5月25日の空襲により焼失し、短刀二振のみが残ったという。戦後、昭和24年(1949年)に仮殿にて復興、昭和38年(1963年)には現在の本殿が再建された。
近隣には、妙足院や清光院といった寺院が点在している。

## 総本社
- 宇佐八幡宮
- 大宮氷川神社

## 境内社
- 秋葉稲荷神社

## 氏神区域
東京都文京区
- 水道一丁目
- 水道二丁目
- 小日向一丁目
- 小日向二丁目
- 小日向三丁目
- 小日向四丁目
- 関口一丁目

## 交通
- 東京メトロ有楽町線江戸川橋駅4番出口より徒歩4分（経路案内）。
- 東京メトロ丸ノ内線茗荷谷駅より徒歩11分（経路案内）。
- 文京区コミュニティバスBーぐる(目白台・小日向ルート)6番、21番：文京総合福祉センター停留所より徒歩3分